# الاعتراف الدولي بالجمهورية العربية الصحراوية الديمقراطية
أعلنت جبهة البوليساريو الجمهورية العربية الصحراوية الديمقراطية في 27 فبراير 1976 في بئر لحلو، بالصحراء الغربية. تطالب الجمهورية الديمقراطية العربية الصحراوية بالسيادة على كامل إقليم الصحراء الغربية، وهو مستعمرة إسبانية سابقة؛ غير أن حكومة الجمهورية الصحراوية لا تسيطر في الوقت الحالي إلا على نحو 20 إلى 25 في المائة من الإقليم الذي تطالب به. وهي تطلق على الأقاليم الخاضعة لسيطرتها بوصفها «الأقاليم المحررة».
اعتبارا من عام 2018، اعترفت 84 دولة عضوا في الأمم المتحدة بالجمهورية العربية الصحراوية الديمقراطية. ومن بين هؤلاء، 44 منهم «جمدوا» أو «سحبوا» اعترافهم. تم الاعتراف بالجمهورية الصحراوية، في مرحلة ما، من قبل (43.5%) من الدول الأعضاء في الأمم المتحدة، 38 من الدول الأعضاء في الاتحاد الإفريقي البالغ عددها 54 دولة (70%)، و18 دولة من بين 57 دولة عضو (32%) في منظمة التعاون الإسلامي، وخمس دول من الدول الأعضاء الـ 22 (23%) في جامعة الدول العربية. العديد من الدول التي لا تعترف بالجمهورية الصحراوية تعترف بجبهة البوليساريو كممثل شرعي لسكان الصحراء الغربية، ولكن ليس كحكومة في المنفى لدولة ذات سيادة.
وكانت الجمهورية الصحراوية عضوا في الاتحاد الأفريقي، الذي كان يعرف في السابق بمنظمة الوحدة الأفريقية، منذ عام 1984. انسحب المغرب من منظمة الوحدة الإفريقية احتجاجاً على ذلك، إلى أن انضمت مرة أخرى عام 2017. كما تشارك الجمهورية الصحراوية كضيف في اجتماعات حركة عدم الانحياز أو الشراكة الإستراتيجية الآسيوية – الأفريقية الجديدة، على الرغم من اعتراض المغرب على مشاركة الجمهورية الصحراوية.
إن جامعة الدول العربية تؤيد ببساطة «السلامة الإقليمية المغربية»، دون مزيد من التحديد. في حين لم يعترف أي بلد آخر قط بضم المغرب من جانب واحد للصحراء الغربية، أعرب عدد من البلدان عن دعمه لوضع الصحراء الغربية مستقبلا كجزء من المغرب يتمتع بحكم ذاتي.
إلى جانب المكسيك والجزائر وإيران وفنزويلا وفيتنام ونيجيريا وجنوب أفريقيا، كانت الهند القوة الوسطى الرئيسية التي اعترفت بالجمهورية الصحراوية، بعد أن سمحت للجمهورية العربية الصحراوية الديمقراطية بفتح سفارة في نيودلهي في عام 1985. غير أن الهند «سحبت» اعترافها في عام 2000.

## الدول التي اعترفت بالجمهورية الصحراوية

الاعتراف الدولي بالجمهورية العربية الصحراوية الديمقراطية:
الجمهورية العربية الصحراوية الديمقراطية، على النحو التي تسيطر عليه الآن
الدول التي تعترف حاليا بالجمهورية العربية الصحراوية الديمقراطية
الدول التي "سحبت" أو "جمدت" أو "علقت" الاعتراف بالجمهورية العربية الصحراوية الديمقراطية

84 من الدول الأعضاء في الأمم المتحدة وأوسيتيا الجنوبية إما أنها تعترف حاليا بالجمهورية الصحراوية أو اعترفت بها في الماضي. ومن بين هؤلاء، قامت 44 دولة «بتعليق» أو «تجميد» أو «سحب» الاعتراف بها (وآخرها بوليفيا). وقد اتخذت عدة بلدان في أفريقيا ومنطقة البحر الكاريبي أو المحيط الهادئ مثل هذه التدابير نتيجة للضغط والعروض المغربية من التبادلات الاقتصادية وغيرها، على الرغم من أن الجمع بين هذه القرارات والجهود أمر قابل للنقاش. ومن ناحية أخرى، استأنفت بعض الدول التي «سحبت» أو «جمدت» الاعتراف بها، في وقت لاحق (آخرها بنما). حتى 9 يوليو 2011، كان جنوب السودان آخر دولة تعترف رسميا بالجمهورية العربية الصحراوية الديمقراطية.
وترد فيما يلي جميع الدول التي اعترفت بالجمهورية العربية الصحراوية الديمقراطية.
|  | الدول التي تعترف حاليا (40 دولة عضوا في الأمم المتحدة وأوسيتيا الجنوبية)        |
|  | الدول التي "سحبت" أو "جمّدت" أو "علقت" الاعتراف. (44 دولة عضوا في الأمم المتحدة) |

|    | الدولة                  | تاريخ الاعتراف | العلاقات الدبلوماسية | العضوية ذات الصلة، تفاصيل أخرى |
| -- | ----------------------- | -------------- | -------------------- | --- |
| 1  | مدغشقر                  | 28 فبراير 1976 | لا                   | الاتحاد الأفريقي؛ اعترفت بها جمهورية مدغشقر الديمقراطية. تم "تجميد" الاعتراف في 6 أبريل 2005. |
| 2  | بوروندي                 | 1 مارس 1976    | لا                   | الاتحاد الأفريقي؛ تم "تجميد" الاعتراف في 5 مايو 2006، استُؤنف في 16 يونيو 2008، لكن "سُحب" في 25 أكتوبر 2010. |
| 3  | الجزائر                 | 6 مارس 1976    | نعم                  | الاتحاد الأفريقي، جامعة الدول العربية، منظمة المؤتمر الإسلامي |
| 4  | بنين                    | 11 مارس 1976   | لا                   | الاتحاد الأفريقي، منظمة التعاون الإسلامي; اعترفت بها جمهورية بنين الشعبية. الاعتراف "علق" في 21 مارس 1997. |
| 5  | أنغولا                  | 11 مارس 1976   | نعم                  | الاتحاد الأفريقي؛ اعترفت بها جمهورية أنغولا الشعبية. |
| 6  | موزمبيق                 | 13 مارس 1976   | نعم                  | الاتحاد الأفريقي، منظمة التعاون الإسلامي؛ اعترفت بها جمهورية موزمبيق الشعبية. |
| 7  | غينيا بيساو             | 15 مارس 1976   | لا                   | الاتحاد الأفريقي، منظمة التعاون الإسلامي؛ الاعتراف "سُحب" في 2 أبريل 1997، تم استئنافه في 26 مايو 2009، لكنه "سُحب" مرة أخرى في 30 مارس 2010. |
| 8  | كوريا الشمالية          | 16 مارس 1976   | نعم                  | — |
| 9  | توغو                    | 17 مارس 1976   | لا                   | الاتحاد الأفريقي، منظمة التعاون الإسلامي؛ الاعتراف "سُحب" في 16 يونيو 1997. |
| 10 | رواندا                  | 1 أبريل 1976   | نعم                  | الاتحاد الأفريقي |
| 11 | اليمن                   | 2 فبراير 1977  | لا                   | الجامعة العربية، منظمة التعاون الإسلامي؛ اعتراف مقدم من جمهورية اليمن الديمقراطية الشعبية الموحدة مع الجمهورية العربية اليمنية في 22 مايو 1990. تفاصيل أخرى تولى اليمن الموحد الاعتراف الذي أدلى به جنوب اليمن. في رسالة مشتركة إلى الأمين العام للأمم المتحدة قبيل التوحيد، أعلن وزيرا خارجية اليمن الشمالي والجنوبي أن "جميع المعاهدات والاتفاقيات المبرمة بين الجمهورية العربية اليمنية أو جمهورية اليمن الشعبية الديمقراطية و الدول والمنظمات الدولية الأخرى وفقا للقانون الدولي الساري في 22 مايو 1990 ستظل سارية، وستستمر العلاقات الدولية القائمة في 22 مايو 1990 بين الجمهورية الديمقراطية الشعبية في اليمن والجمهورية العربية اليمنية والدول الأخرى". تشير مصادر أخرى إلى استمرار اليمن الموحد في الاعتراف. ووفقاً للمصادر المغربية حالياً، فإن اليمن يدعم المطالبات المغربية بشأن الصحراء الغربية، لكنه لا توجد مصادر تشير إلى أن الاعتراف بالجمهورية الصحراوية "سُحب" رسمياً أو "جمد". |
| 12 | سيشل                    | 25 أكتوبر 1977 | لا                   | الاتحاد الأفريقي؛ الاعتراف "سُحب" في 17 مارس 2008. |
| 13 | الكونغو                 | 3 يوليو 1978   | لا                   | الاتحاد الأفريقي؛ اعترفت بها جمهورية الكونغو الشعبية. الاعتراف "سُحب" في 13 سبتمبر 1996. |
| 14 | ساو تومي وبرينسيب       | 22 يوليو 1978  | لا                   | الاتحاد الأفريقي؛ الاعتراف "سُحب" في 23 أكتوبر 1996. |
| 15 | بنما                    | 23 يوليو 1978  | نعم                  | الاعتراف "علق" في 20 نوفمبر 2013. استؤنف في 7 يناير 2016. |
| 16 | غينيا الاستوائية        | 3 نوفمبر 1978  | لا                   | الاتحاد الأفريقي؛ الاعتراف "سُحب" في 2 مايو 1980. |
| 17 | تنزانيا                 | 9 نوفمبر 1978  | نعم                  | الاتحاد الأفريقي |
| 18 | إثيوبيا                 | 24 فبراير 1979 | نعم                  | الاتحاد الأفريقي؛ اعترفت بها إثيوبيا الاشتراكية. |
| 19 | فيتنام                  | 2 مارس 1979    | نعم                  | تفاصيل أخرى هناك معلومات متضاربة عن موقف فيتنام. ووفقا لما ذكره عدد من المصادر المغربية، تم "سحب" الاعتراف في عام 2010 أو قبل ذلك التاريخ. وآخر مصدر يشير إلى "سحب" الاعتراف هو من يونيو 2013. ومع ذلك، لا تزال الصفحة الشبكية لوزارة خارجية فيتنام تظهر الجمهورية العربية الصحراوية الديمقراطية في قائمة الدول التي تقيم معها فيتنام علاقات دبلوماسية. وقد تم تحديث هذه القائمة في مايو 2013، أي ثلاث سنوات أو أكثر بعد ما زُعم أنها "سحبت" اعترافها. وقد تم توضيح الحالة في مايو 2016، عندما عُين سفير فيتنام لدى الجمهورية الصحراوية. |
| 20 | كمبوديا                 | 10 أبريل 1979  | لا                   | اعترفت بها جمهورية كمبوتشيا الشعبية. تم التنديد بهذا الاعتراف في 14 أغسطس 2006. |
| 21 | لاوس                    | 9 مايو 1979    | نعم                  | — |
| 22 | أفغانستان               | 23 مايو 1979   | لا                   | منظمة التعاون الإسلامي؛ اعترفت بها جمهورية أفغانستان الديمقراطية. الاعتراف "سُحب" في 11 يوليو 2002. |
| 23 | الرأس الأخضر            | 4 يونيو 1979   | نعم                  | الاتحاد الأفريقي؛ تم "تجميد" الاعتراف في 27 يوليو 2007، واستؤنف في 6 فبراير 2012 أو قبل.[متى؟] |
| 24 | غرينادا                 | 20 أغسطس 1979  | لا                   | الاعتراف "سُحب" في 11 أغسطس 2010. |
| 25 | غانا                    | 24 أغسطس 1979  | نعم                  | الاتحاد الأفريقي؛ تم "تجميد" الاعتراف في مايو 2001،[بحاجة لمصدر] ولكنه استؤنف عام 2011.[متى؟] |
| 26 | غيانا                   | 1 سبتمبر 1979  | نعم                  | سُحب الاعتراف في 14 نوفمبر 2020 وتعليق جميع العلاقات معها. |
| 27 | دومينيكا                | 1 سبتمبر 1979  | لا                   | الاعتراف "سُحب" في 22 يوليو 2010. |
| 28 | سانت لوسيا              | 1 سبتمبر 1979  | لا                   | الاعتراف "سُحب" في 21 مارس 1989، تم التأكيد على "سحب" الاعتراف 9 أغسطس 2010. |
| 29 | جامايكا                 | 6 سبتمبر 1979  | لا                   | الاعتراف "سُحب" في 14 سبتمبر 2016. |
| 30 | نيكاراغوا               | 6 سبتمبر 1979  | نعم                  | تم "تجميد" الاعتراف في 21 يوليو 2000، ولكن العلاقات الدبلوماسية استؤنفت في 12 يناير 2007. |
| 31 | أوغندا                  | 6 سبتمبر 1979  | نعم                  | الاتحاد الأفريقي، منظمة التعاون الإسلامي |
| 32 | المكسيك                 | 8 سبتمبر 1979  | نعم                  | — |
| 33 | ليسوتو                  | 9 أكتوبر 1979  | نعم                  | الاتحاد الأفريقي |
| 34 | زامبيا                  | 12 أكتوبر 1979 | لا                   | الاتحاد الأفريقي؛ الاعتراف "سُحب" في 29 مارس 2011، ولكنه استؤنف في 21 نوفمبر 2012. لكنه سُحب في 2 مارس 2018. تفاصيل أخرى في 9 يوليو / تموز 2016 ، نُقل عن وزارة الخارجية الزامبية قولها إنها سحبت الاعتراف مرة أخرى ، وهو ادعاء كررته وكالة الأنباء المغربية الرسمية في فبراير 2017 ، لكن وزارة الخارجية الزامبية أصدرت بيانًا صحفيًا في فبراير 2017 نفت فيه أنها سحبت في عام 2018 ، أكدت وزارة الخارجية الزامبية رسميًا مرة أخرى أنها سحبت الاعتراف بالجمهورية العربية الصحراوية. |
| 35 | كوبا                    | 20 يناير 1980  | نعم                  | — |
| 36 | إيران                   | 27 فبراير 1980 | لا                   | منظمة التعاون الإسلامي |
| 37 | سيراليون                | 27 مارس 1980   | نعم                  | الاتحاد الأفريقي، منظمة التعاون الإسلامي؛ نم "نجميد" الاعتراف في 16 يوليو 2003، ولكنه استؤنف في 20 يونيو 2011. |
| 38 | سوريا                   | 15 أبريل 1980  | لا                   | الجامعة العربية، منظمة التعاون الإسلامي |
| 39 | ليبيا                   | 15 أبريل 1980  | لا                   | الاتحاد الأفريقي، الجامعة العربية، منظمة التعاون الإسلامي؛ اعترفت بها الجماهيرية العربية الليبية الشعبية الاشتراكية. |
| 40 | إسواتيني                | 28 أبريل 1980  | لا                   | الاتحاد الأفريقي؛ الاعتراف "سُحب" في 4 يوليو 1997. |
| 41 | بوتسوانا                | 14 مايو 1980   | نعم                  | الاتحاد الأفريقي |
| 42 | زيمبابوي                | 3 يونيو 1980   | نعم                  | الاتحاد الأفريقي |
| 43 | تشاد                    | 4 يوليو 1980   | لا                   | الاتحاد الأفريقي، منظمة التعاون الإسلامي؛ الاعتراف "سُحب" في 9 مايو 1997، واستؤنف بعد ذلك[متى؟] ثم "سُحب" في 17 مارس 2006، وفي 17 يوليو 2007، قرر الجانبان رفع مستوى علاقاتهما الدبلوماسية إلى مستوى السفراء "في أقرب وقت ممكن". تفاصيل أخرى وفقا لبيان مؤرخ 17 يوليو 2007، قرر الطرفان رفع علاقاتهما الدبلوماسية إلى مستوى السفراء "في أقرب وقت ممكن". وفي يوليو، أصدرت الحكومة التشادية مذكرة على موقعها الشبكي الذي يعترض فيه على الادعاء الوارد في مقال نُشر في موقع الوحدة أن تشاد والجمهورية الصحراوية وقعتا اتفاقا بشأن الاعتراف. |
| 44 | مالي                    | 4 يوليو 1980   | لا                   | الاتحاد الأفريقي، منظمة التعاون الإسلامي |
| 45 | كوستاريكا               | 30 أكتوبر 1980 | لا                   | تم "تجميد" الاعتراف في 22 أبريل 2000. |
| 46 | فانواتو                 | 26 نوفمبر 1980 | نعم                  | الاعتراف "سُحب" في 24 نوفمبر 2000, العلاقات الدبلوماسية استؤنفت في 31 يوليو 2008. |
| 47 | بابوا غينيا الجديدة     | 12 أغسطس 1981  | لا                   | الاعتراف "سُحب" في 30 مارس 2011. |
| 48 | توفالو                  | 12 أغسطس 1981  | لا                   | الاعتراف "سُحب" في 3 سبتمبر 2000. |
| 49 | كيريباتي                | 12 أغسطس 1981  | لا                   | الاعتراف "سُحب" في 3 سبتمبر 2000. |
| 50 | ناورو                   | 12 أغسطس 1981  | لا                   | الاعتراف "سُحب" في 3 سبتمبر 2000. |
| 51 | جزر سليمان              | 12 أغسطس 1981  | لا                   | الاعتراف "سُحب" في يناير 1989. |
| 52 | موريشيوس                | 1 يوليو 1982   | نعم                  | الاتحاد الأفريقي؛ الاعتراف "سُحب" في 17 يناير 2014، ولكنه استؤنف في 23 نوفمبر 2015. |
| 53 | فنزويلا                 | 3 أغسطس 1982   | نعم                  | — |
| 54 | سورينام                 | 21 أغسطس 1982  | لا                   | منظمة التعاون الإسلامي؛ الاعتراف "سُحب" في 9 مارس 2016. |
| 55 | بوليفيا                 | 14 ديسمبر 1982 | نعم                  | — |
| 56 | الإكوادور               | 14 نوفمبر 1983 | نعم                  | الاعتراف "سُحب" في 14 يونيو 2004، ولكنه استؤنف في 8 فبراير 2006. |
| 57 | موريتانيا               | 27 فبراير 1984 | لا                   | الاتحاد الأفريقي، الجامعة العربية، منظمة التعاون الإسلامي |
| 58 | بوركينا فاسو            | 4 مارس 1984    | لا                   | الاتحاد الأفريقي، منظمة التعاون الإسلامي؛ اعترفت بها جمهورية فولتا العليا. الاعتراف "سُحب" في 5 يونيو 1996. |
| 59 | بيرو                    | 16 أغسطس 1984  | لا                   | تم "تجميد" الاعتراف في 9 سبتمبر 1996. الاعتراف"سحب" في 18 أغسطس 2022. |
| 60 | نيجيريا                 | 11 نوفمبر 1984 | نعم                  | الاتحاد الأفريقي، منظمة التعاون الإسلامي |
| 61 | صربيا                   | 28 نوفمبر 1984 | لا                   | منح الاعتراف من قبل جمهورية يوغوسلافيا الاتحادية الاشتراكية، لكنه "سُحب" في 26 أكتوبر 2004 من قبل دولة يوغوسلافيا الخلف المعلنة نفسها صربيا والجبل الأسود (الدولة الخلف لها هي صربيا). |
| 62 | كولومبيا                | 27 فبراير 1985 | لا                   | تم "تجميد" الاعتراف 20 ديسمبر 2000.[بحاجة لمصدر] تفاصيل أخرى أصدر مجلس الشيوخ في كولومبيا قراراً في مايو 2014 مفاده أنه "يرى أن من المهم الاعتراف بالجمهورية العربية الصحراوية الديمقراطية." |
| 63 | ليبيريا                 | 31 يوليو 1985  | نعم                  | الاتحاد الأفريقي؛ الاعتراف "سُحب" في 5 سبتمبر 1997، ولكنه استؤنف في 30 أكتوبر 2012 أو قبل ذلك.[متى؟] |
| 64 | الهند                   | 1 أكتوبر 1985  | لا                   | الاعتراف "سُحب" في 26 يونيو 2000. |
| 65 | غواتيمالا               | 10 أبريل 1986  | لا                   | تم "تجميد" الاعتراف في أبريل 1998،[بحاجة لمصدر] يُزعم أن غواتيمالا أنكرت أنها اعترفت بالجمهورية في يوليو 2002. تفاصيل أخرى على الرغم من أن غواتيمالا لا تعترف بالجمهورية العربية الصحراوية الديمقراطية كدولة، فإنها تعترف بجوازات السفر الصحراوية وتمنح تأشيرات لأصحابها. |
| 66 | جمهورية الدومينيكان     | 24 يونيو 1986  | لا                   | تم "تجميد" الاعتراف في 23 مايو 2002. |
| 67 | ترينيداد وتوباغو        | 1 نوفمبر 1986  | لا                   | — |
| 68 | بليز                    | 18 نوفمبر 1986 | نعم                  | — |
| 69 | سانت كيتس ونيفيس        | 25 فبراير 1987 | لا                   | الاعتراف "سُحب" في 12 أغسطس 2010. |
| 70 | أنتيغوا وباربودا        | 27 فبراير 1987 | لا                   | الاعتراف "سُحب" في 12 أغسطس 2010. |
| 71 | ألبانيا                 | 29 ديسمبر 1987 | لا                   | منظمة التعاون الإسلامي؛ اعترفت بها جمهورية ألبانيا الشعبية الاشتراكية. الاعتراف "سُحب" في 11 نوفمبر 2004. |
| 72 | باربادوس                | 27 فبراير 1988 | لا                   | تم "تجميد" الاعتراف في 11 فبراير 2013. |
| 73 | السلفادور               | 31 يوليو 1989  | نعم                  | الاعتراف "سُحب" في أبريل 1997، ثم استؤنفت في 6 يونيو 2009 أو قبل ذلك.[متى؟] |
| 74 | هندوراس                 | 8 نوفمبر 1989  | نعم                  | يزعم أن هذا الاعتراف "سُحب" في يناير 2000، ولكن الجمهورية الصحراوية قد أنكرت ذلك وأعادت تأكيده المغرب. وفي 5 يونيو 2013، وقعت الدولتان اتفاقا جاء في جزء منه "أعربا عن رغبتهما في الشروع في عملية استعادة العلاقات الدبلوماسية". |
| 75 | ناميبيا                 | 11 يونيو 1990  | نعم                  | الاتحاد الأفريقي |
| 76 | مالاوي                  | 16 نوفمبر 1994 | لا                   | الاتحاد الأفريقي؛ الاعتراف "سُحب" في 26 يونيو 2001, أنشئت العلاقات الدبلوماسية في 24 مارس 2002، "سُحب" الاعتراف في 27 ديسمبر 2002، وقد أعيد إنشاء العلاقات الدبلوماسية في 1 فبراير 2008، الاعتراف "سحب" في 16 سبتمبر 2008، واستؤنفت العلاقات الدبلوماسية في 6 مارس 2014، ثم "سُحب" الاعتراف مرة أخرى في 5 مايو 2017. |
| 77 | باراغواي                | 9 فبراير 2000  | لا                   | تم "تجميد" الاعتراف في 25 يوليو 2000, استُؤنف في 12 أغسطس 2008، لكنه "عُلِّق" في 3 يناير 2014. |
| 78 | سانت فينسنت والغرينادين | 14 فبراير 2002 | لا                   | تم "تجميد" الاعتراف في 13 فبراير 2013. |
| 79 | تيمور الشرقية           | 20 مايو 2002   | نعم                  | — |
| 80 | جنوب أفريقيا            | 15 سبتمبر 2004 | نعم                  | الاتحاد الأفريقي |
| 81 | كينيا                   | 25 يونيو 2005  | نعم                  | الاتحاد الأفريقي؛ جمدت العلاقات الدبلوماسية مؤقتا في 18 أكتوبر 2006، الاعتراف "جمد" 26 يونيو 2007، ثم استؤنف في 6 فبراير 2014 أو قبل ذلك.[متى؟] |
| 82 | أوروغواي                | 26 ديسمبر 2005 | نعم                  | — |
| 83 | هايتي                   | 22 نوفمبر 2006 | لا                   | الاعتراف "سُحب" في 2 أكتوبر 2013. |
| —  | أوسيتيا الجنوبية        | 27 فبراير 2011 | لا                   | تفاصيل أخرى أصدرت وزارة خارجية أوسيتيا الجنوبية بيانا إلى وزارة خارجية الجمهورية العربية الصحراوية الديمقراطية تعرب فيه عن "تحياتها بمناسبة مرور 35 سنة على إعلان يوم الاستقلال للجمهورية الصحراوية". |
| 84 | جنوب السودان            | 9 يوليو 2011   | نعم                  | الاتحاد الأفريقي "سحب" الاعتراف في 28 سبتمبر 2018 استئناف العلاقات الدبلوماسية في 20 سبتمبر 2022 |

## الدول التي صوتت برلماناتها على الاعتراف بالجمهورية الصحراوية
دعت برلمانات عدد من الدول التي لا تعترف بالجمهورية الصحراوية حكوماتها إلى الاعتراف بالجمهورية العربية الصحراوية الديمقراطية. وكان برلمان السويد هو أول برلمان في الاتحاد الأوروبي يصوت للاعتراف بالصحراء الغربية في ديسمبر 2012، ولكن الحكومة السويدية لم تقم باعتماد ذلك. واعتمد أيضا كل من برلمان تشيلي والبرازيل إعلانين.
وفيما يلي قائمة بالدول التي اعترفت برلماناتها بالجمهورية العربية الصحراوية الديمقراطية.
|   | الدولة   | تاريخ الاعتماد                                        | اعتمد من قبل          | العضوية ذات الصلة، تفاصيل أخرى |
| - | -------- | ----------------------------------------------------- | --------------------- | --- |
| 1 | تشيلي    | 1 سبتمبر 1999 14 يوليو 2009 4 أغسطس 2010 1 أغسطس 2014 | مجلس النواب           | وزير خارجية تشيلي أبلغ في 30 نوفمبر 1999 برسالة رسمية موجهة إلى المستشار الصحراوي قرار رئيس تشيلي بالاعتراف بالجمهورية العربية الصحراوية الديمقراطية. لكنه لم ينفذ. ولهذا السبب دعا مجلس النواب في البرلمان التشيلي مرارًا وتكرارًا إلى الاعتراف بالجمهورية الصحراوية وإقامة علاقات دبلوماسية معها. |
| 2 | أستراليا | 29 نوفمبر 2004                                        | مجلس الشيوخ الأسترالي | اعتمد مجلس الشيوخ الأسترالي مقترحاً بعنوان "يحث الحكومة الأسترالية على النظر بعين الإيجاب في توسيع نطاق الاعتراف الدبلوماسي بالجمهورية العربية الصحراوية الديمقراطية في الوقت المناسب". |
| 3 | البرازيل | 31 مايو 2007 26 أكتوبر 2011 3 سبتمبر 2014             | مجلس النواب           | طلب مجلس النواب البرازيلي مراراً و تكراراً من حكومة البرازيل أن تعترف بالجمهورية العربية الصحراوية الديمقراطية وتقيم علاقات دبلوماسية معها. |
| 4 | السويد   | 5 ديسمبر 2012                                         | البرلمان السويدي      | الاتحاد الأوروبي؛ صوَّت البرلمان السويدي للتوصية بأن "تعترف الحكومة السويدية بالجمهورية الصحراوية في أقرب وقت ممكن". |